# Мортира-миномёт

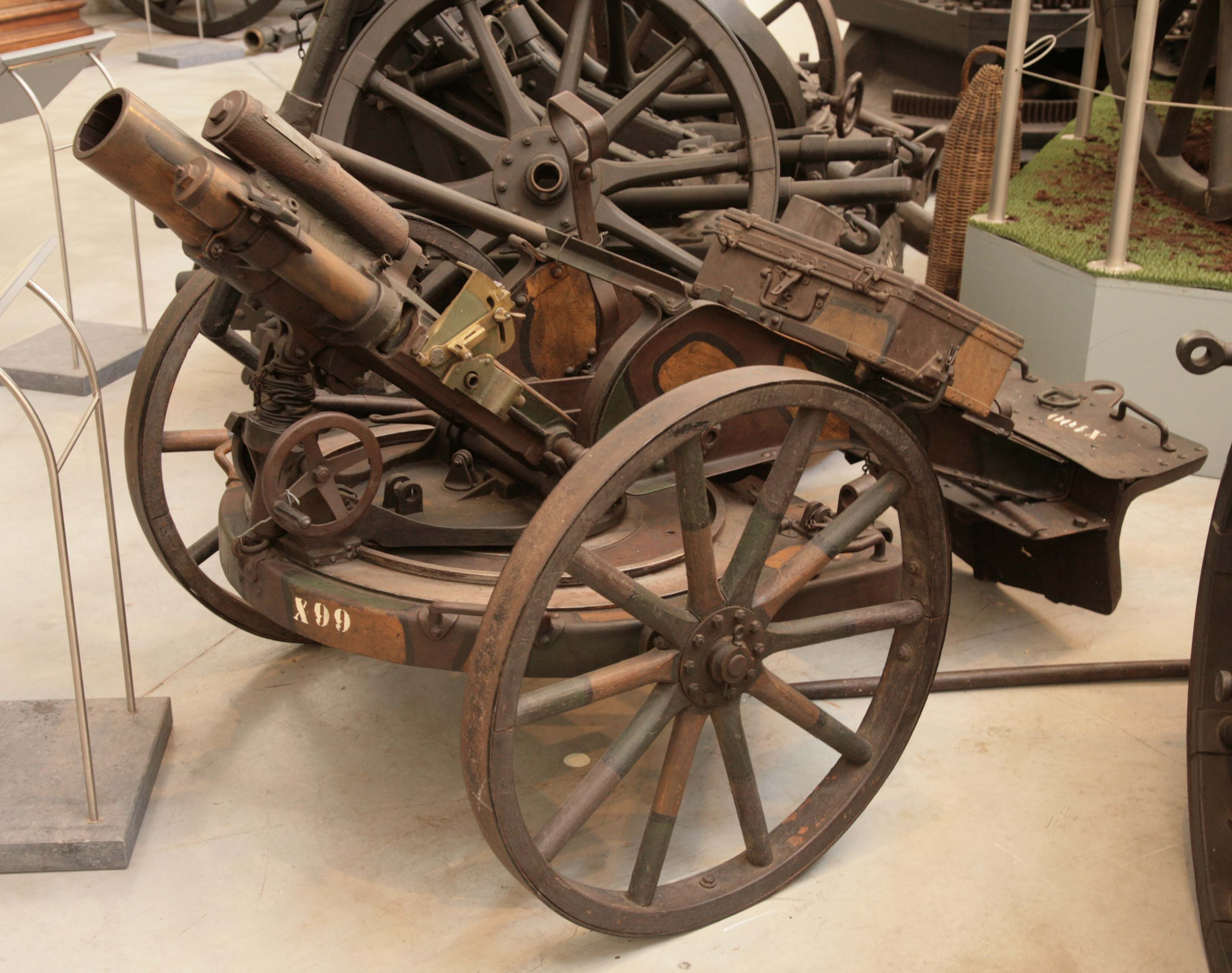
7,58-см германский миномёт (вес — 147 кг) с опорной плитой и противооткатными приспособлениями, имевший возможность вести огонь прямой наводкой и использовавшийся немцами также в качестве противотанкового орудия

7,58-см миномёт, передвигаемый своим расчётом

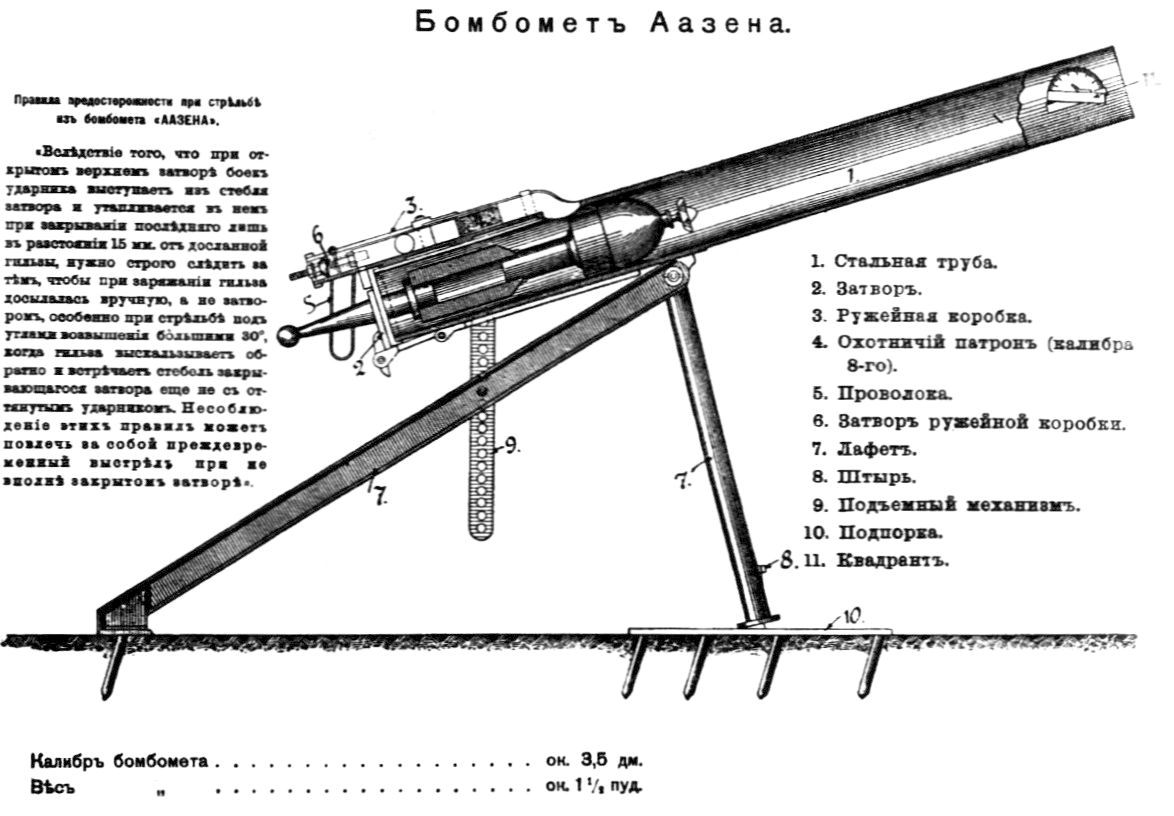
Бомбомёт системы Аазена, имевший возможность вести огонь прямой наводкой и имевший в своем боекомплекте гранату (снаряд, снаряжённый шрапнелью — 600 пулями диаметра 15,24 мм)

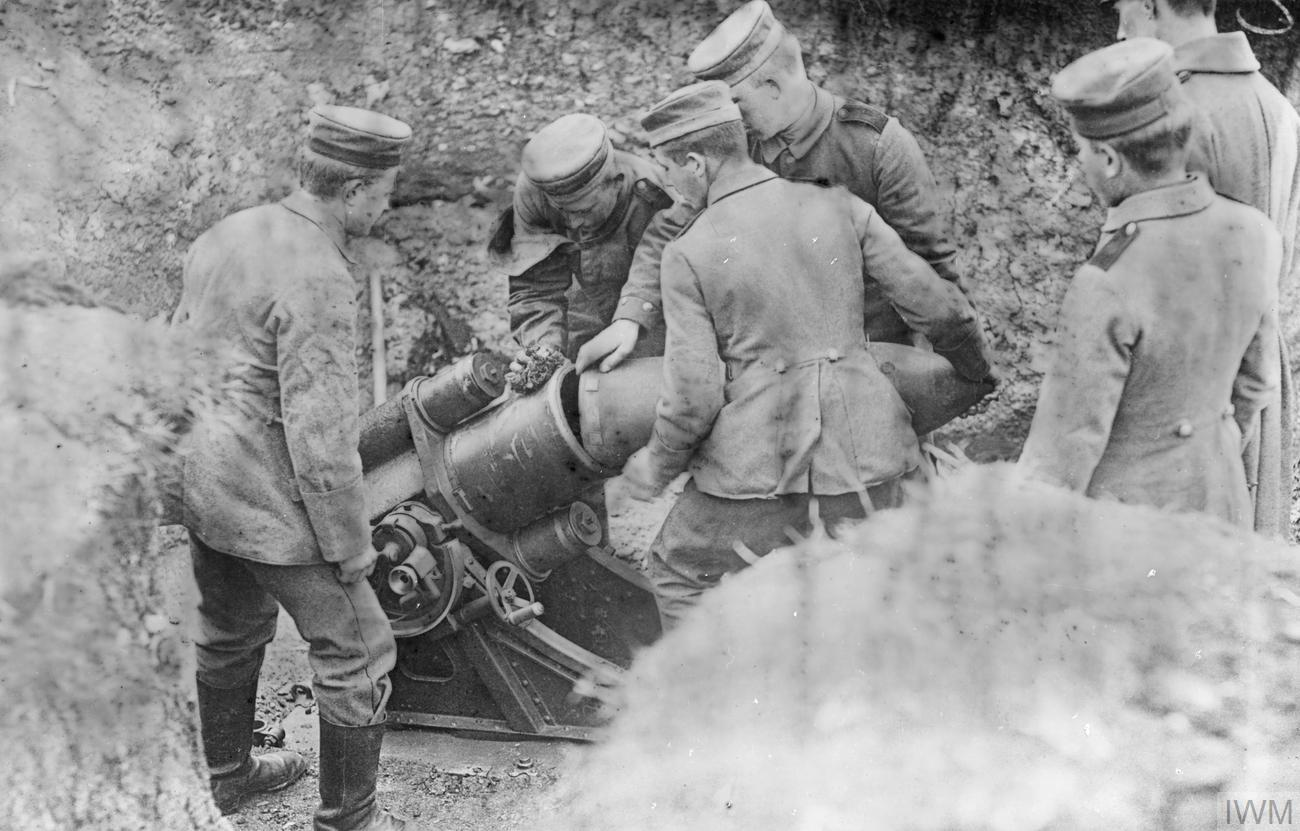
25 cm Minenwerfer — германская 25-см мортира-миномёт

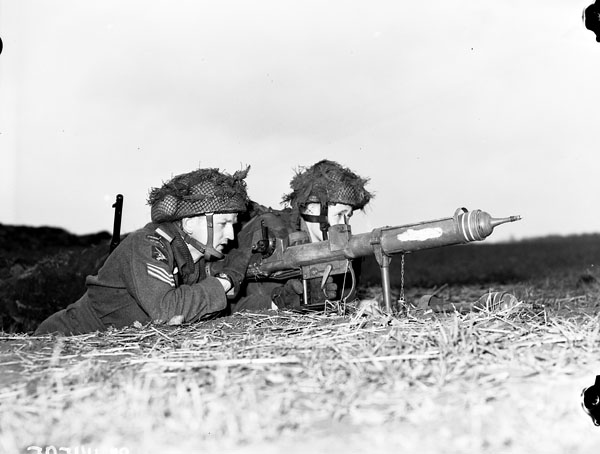
Гранатомёт PIAT

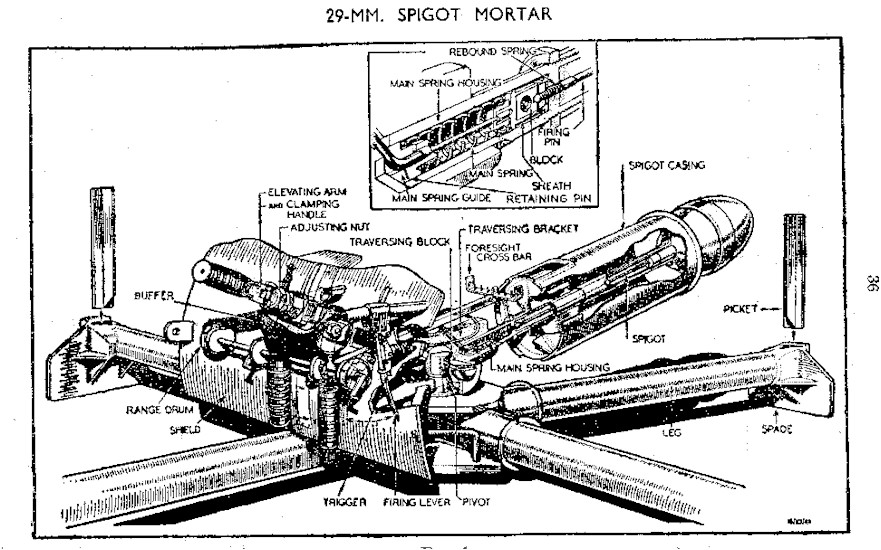
«Бомбарда Блейкера»

Мортира-миномёт (англ. gun-mortar) — артиллерийское орудие промежуточного типа между мортирой и типом артиллерийской системы, которую в настоящее время называют миномётом — обладающее коротким стволом (с длиной ствола меньше, чем 15 калибров), заряжаемое с дульной или с казённой части ствола и установленное на массивной плите (причём импульс отдачи передаётся плите не напрямую от ствола, а косвенно — через конструкцию лафета). Данный конструкционный тип получил значительное распространение во время Первой Мировой войны — особенно в вооруженных силах Центральных держав.
Первоначально для борьбы с закрытыми целями (недоступными для поражения стрельбой прямой наводкой или стрельбой с умеренными углами возвышения орудия) использовались мортиры. Отдача у них либо поглощалась неподвижным орудийным станком, установленным на грунт (или на иное стационарное основание — например, на пол долговременного фортификационного сооружения), либо гасилась откатом всего орудия на колёсах или специальными противооткатными устройствами. В начале XX века появились миномёты и полевые бомбомёты, заряжающиеся с дула и имеющие опорную плиту, передающую импульс отдачи грунту или иному твердому основанию. Миномёты и бомбомёты имели свои (и значительные) преимущества, но не могли вести огонь прямой наводкой.

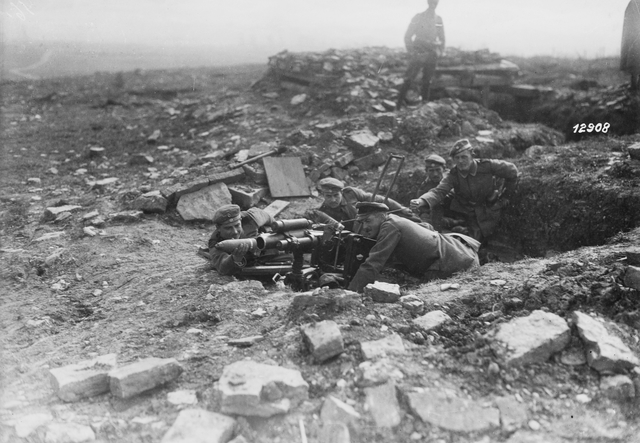
7,58-см германский миномёт используется в роли противотанковой артиллерии

Мортира-миномёт — орудие промежуточного типа: оно сохраняет особенности обоих указанных в его названии классов артиллерийского вооружения. Эти орудия не слишком удовлетворяли требованиям тактической маневренности, однако их значительный вес (по сравнению с классическими миномётом или полевым бомбомётом соответствующего калибра боеприпаса; но всё равно этот вес был существенно меньше веса традиционной мортиры сопоставимого калибра) сделал их огонь сериями снарядов с малым интервалом между выстрелами (например беглый огонь) — что являлось основным видом огня для таких систем — заметно более точным (за счет существенно меньшего рассеивания снарядов из-за меньшего раскачивания орудия при стрельбе). Помимо этого, такие миномёты могли вести огонь прямой наводкой (то есть использоваться в роли, в том числе, и противотанковой артиллерии — что стало актуальным на Западном фронте Первой Мировой уже с осени 1916 года). Для них также было вполне возможно применение шрапнели, что давало существенное преимущество перед классическими миномётами при обстреле малых незащищенных открыто расположенных целей и при отражении атак пехоты. В немецком языке слово «миномёт» (нем. Minenwerfer) в начале Первой Мировой войны означало, собственно, систему именно такого типа. Преимуществами описываемого орудия была сравнительная дешевизна и относительная легкость — оно стоило примерно в 7 раз меньше самой легкой классической мортиры (которая, к тому же, требовала минимум 6 лошадей в упряжке для смены огневой позиции, в то время как, например, 7,58-см мортира-миномёт передвигалась на поле боя своим расчетом). Недостатками были малая дальнобойность, сравнительно малая скорострельность и, также, определенная опасность для собственного расчёта, свойственная, впрочем, почти всем миномётам и бомбомётам времен Первой Мировой войны. Опасность для расчёта увеличивалась вследствие использования в качестве наполнителя фугасных снарядов менее дефицитной, но более склонной к детонации, нежели большинство других взрывчатых веществ, смеси аммиачной селитры с различными видами углеводородных горючих материалов, результатом чего была слишком высокая чувствительность начинки снарядов к детонации (как следствие — они иногда — и не так уж редко — взрывались прямо внутри стволов орудий; что приводило не только к полному разрушению артиллерийской системы, но и, как правило, к поражению расчёта).
Примером мортиры-миномёта является 75,8-мм германский лёгкий миномёт, использовавшийся в Первой Мировой войне.
В большинстве европейских языков все артиллерийские орудия с длиной ствола меньше, чем 15 калибров, называются мортирами, отдельных терминов для миномёта и миномёта-мортиры в них нет.
Во время Второй Мировой войны в качестве лёгкого (в основном — противотанкового) оружия пехоты стали использоваться безоткатные орудия и переносные ракетные установки (ручные (реактивные) противотанковые ружья/гранатомёты) для запуска неуправляемых ракет — такие как, например, М1 «Базука» и «Панцерфауст» («Фаустпатрон»). Исключениями из этой тенденции были итальянский скорострельный 45-мм ротный миномёт Бриксия модель 35 (Mortaio Brixia Modello 35), напоминавший бомбомёт системы Аазена — но с магазином пистолетного типа для подачи гильз с метательным зарядом, и британский противотанковый гранатомёт PIAT. Последний не имел специального лафета, то есть лафетом было плечо стрелка (результатом чего были частые травмы различной тяжести — включая переломы костей). К этой же последней категории можно отнести не очень удачную британскую «бомбарду Блейкера», представлявшую собой миномёт штокового типа, переделанный для стрельбы прямой наводкой, весящий 156 кг и запускавший 9-кг противотанковую мину на расстояние в несколько сот метров.